# Музаффарпур
Музаффарпур (вимоваⓘ) — місто, розташоване в окрузі Музаффарпур дивізіону Тірхут в індійському штаті Біхар. Адміністративний центр дивізіону Тірхут, округу Музаффарпур і залізничного округу Музаффарпур. Четверте за чисельністю населення місто в Біхарі.
Місто славиться своїми лічі Шахі та відоме як Королівство Лічі. Лічі Шахі — четвертий продукт з Біхару після абрикосового манго (англ. jardalu mango), рису Катарні та маґахі паан (листя бетелю), який отримав географічного зазначення. Розташоване на берегах багаторічної річки Бурхі-Ґандак, яка витікає з пагорбів Сомешвар у Гімалаях.

## Етимологія
Нинішнє місто засновано 1875 року під час Британського Раджу для адміністративної зручності шляхом поділу району Тірхут і названо на честь ауміла Музаффар-хана; тому місто стало відомим як Музаффарпур.

## Історія
Місто засновано у XVIII столітті під час британського правління і стало муніципалітетом 1864 року. Важливий автомобільний і залізничний вузол, торговий центр на шляху між Патною (південь) і Непалом (північ). Основні галузі промисловості: переробка лічі, солодкої кукурудзи, манго, овочів, рису та цукру, а також виробництво столових приладів.
1972 року від Музаффарпура відокремлено округи Сітамархі та Вайшалі.

## Географія
Координати міста — 26°07′ пн. ш. 85°24′ сх. д. / 26.12° пн. ш. 85.4° сх. д.. Місто лежить у високоактивній сейсмічній зоні Індії. Під час руйнівного землетрусу 15 січня 1934 року значна частина міста зазнала руйнувань і багато людей загинуло.
Середня висота над рівнем моря — 47 м. Місто у формі блюдця з низьким центром розташоване на великих індо-гангських рівнинах Біхару, на гімалайському мулі й піску, принесеними звивистими річками Гімалаїв, які живляться льодовиками та дощами.

### Клімат
За класифікацією кліматів Кеппена Музаффарпур має вологий субтропічний клімат (Cwa). Літо від квітня до червня надзвичайно жарке і вологе (28—40 °C, макс. 90 %), а взимку приємно прохолодно, близько 6—20 °C. Опадів у місті Музаффарпур менше, ніж в інших частинах Біхару.
| Клімат Muzaffarpur (1981–2010, extremes 1901–2009) | Клімат Muzaffarpur (1981–2010, extremes 1901–2009) | Клімат Muzaffarpur (1981–2010, extremes 1901–2009) | Клімат Muzaffarpur (1981–2010, extremes 1901–2009) | Клімат Muzaffarpur (1981–2010, extremes 1901–2009) | Клімат Muzaffarpur (1981–2010, extremes 1901–2009) | Клімат Muzaffarpur (1981–2010, extremes 1901–2009) | Клімат Muzaffarpur (1981–2010, extremes 1901–2009) | Клімат Muzaffarpur (1981–2010, extremes 1901–2009) | Клімат Muzaffarpur (1981–2010, extremes 1901–2009) | Клімат Muzaffarpur (1981–2010, extremes 1901–2009) | Клімат Muzaffarpur (1981–2010, extremes 1901–2009) | Клімат Muzaffarpur (1981–2010, extremes 1901–2009) | Клімат Muzaffarpur (1981–2010, extremes 1901–2009) |
| Показник                                           | Січ.                                               | Лют.                                               | Бер.                                               | Квіт.                                              | Трав.                                              | Черв.                                              | Лип.                                               | Серп.                                              | Вер.                                               | Жовт.                                              | Лист.                                              | Груд.                                              | Рік                                                |
| Абсолютний максимум, °C                            | 30,8                                               | 34,6                                               | 39,4                                               | 42,2                                               | 44,5                                               | 43,4                                               | 43,5                                               | 40,6                                               | 38,2                                               | 35,9                                               | 33,2                                               | 29,6                                               | 44,5                                               |
| Середній максимум, °C                              | 21,9                                               | 25,7                                               | 31,0                                               | 35,3                                               | 35,2                                               | 34,9                                               | 32,6                                               | 33,0                                               | 32,3                                               | 31,6                                               | 28,7                                               | 24,3                                               | 30,5                                               |
| Середній мінімум, °C                               | 10,2                                               | 13,1                                               | 17,2                                               | 22,0                                               | 24,7                                               | 26,5                                               | 26,6                                               | 26,8                                               | 25,8                                               | 22,4                                               | 16,3                                               | 11,8                                               | 20,3                                               |
| Абсолютний мінімум, °C                             | 2,7                                                | 2,2                                                | 7,2                                                | 12,6                                               | 18,3                                               | 19,4                                               | 20,9                                               | 20,6                                               | 19,6                                               | 14,4                                               | 7,7                                                | 4,0                                                | 2,2                                                |
| Днів з дощем                                       | 0,8                                                | 0,9                                                | 0,8                                                | 1,4                                                | 4,3                                                | 6,8                                                | 12,7                                               | 11,5                                               | 8,8                                                | 2,2                                                | 0,3                                                | 0,5                                                | 51,0                                               |
| Вологість повітря, %                               | 77                                                 | 66                                                 | 54                                                 | 49                                                 | 60                                                 | 72                                                 | 82                                                 | 82                                                 | 82                                                 | 77                                                 | 74                                                 | 78                                                 | 71                                                 |
| -------------------------------------------------- | -------------------------------------------------- | -------------------------------------------------- | -------------------------------------------------- | -------------------------------------------------- | -------------------------------------------------- | -------------------------------------------------- | -------------------------------------------------- | -------------------------------------------------- | -------------------------------------------------- | -------------------------------------------------- | -------------------------------------------------- | -------------------------------------------------- | -------------------------------------------------- |

## Демографія
Згідно з переписом населення Індії 2011 року, населення Музаффарпура становило 393 724 особи. З них чоловіки становили 52,96 % (208 509 осіб), а жінки 47,04 % (185 215 осіб). Рівень письменності становив 74,74 % (серед чоловіків — 77,99 %, серед жінок — 71,08 %).
Релігія в Музаффарпурі (2011)
Згідно з даними перепису 2011 року, в місті проживало 275 233 індуїстів, 74 680 мусульман, 1352 християн, а також інші невеликі меншини.

## Економіка

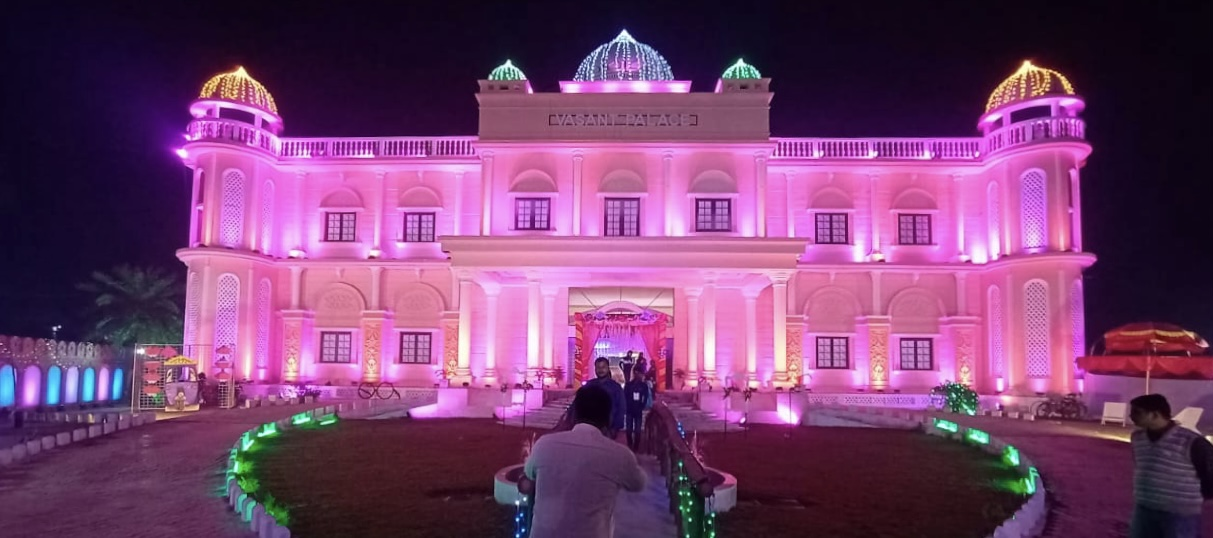
Палац Васант

2006 року Міністерство у справах місцевого самоврядування Індії назвало Музаффарпур одним із 250 найвідсталіших округів країни (за загальної кількості 640). Це один із 36 округів у Біхарі, які зараз отримують кошти від Програми грантів для відсталих регіонів (BRGF).

### Лічі

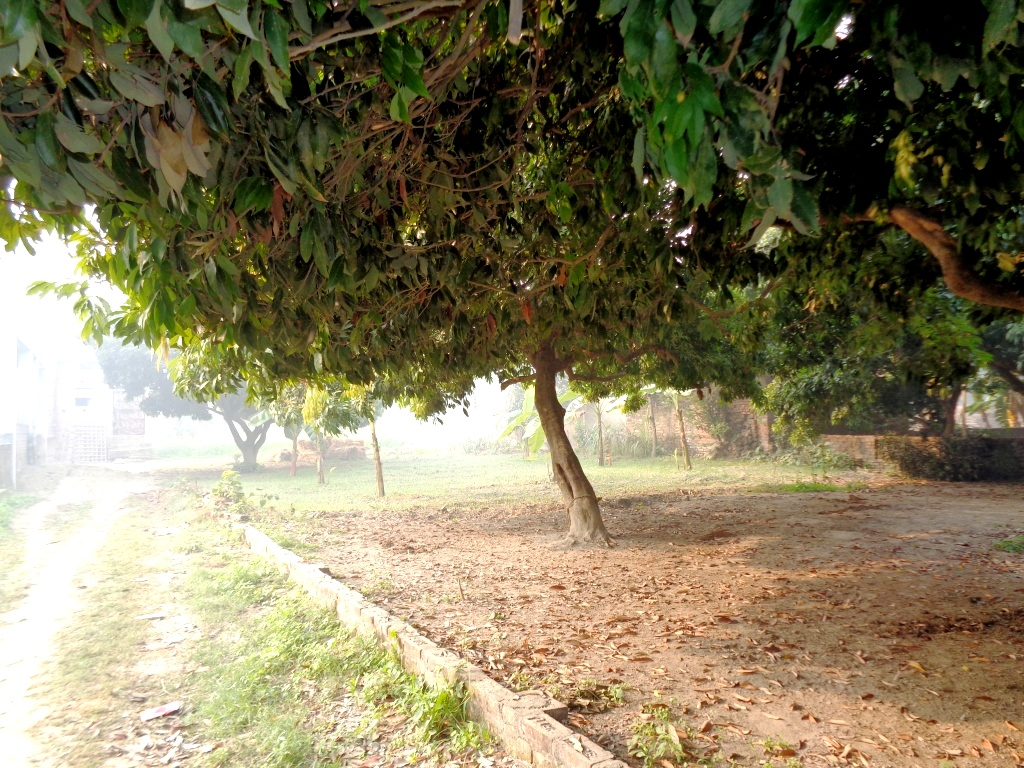
Сад лічі в Музаффарпурі

Урожай лічі, доступний від травня до червня, переважно культивується в районах Музаффарпура і прилеглих районах. Лічі вирощують на площі приблизно 25 800 га, виробляючи близько 300 000 т щороку. Лічі експортують у великі міста Індії, такі як Мумбай, Колката, і навіть в інші країни. Частка Індії на світовому ринку лічі становить менше 1 %. У Музаффарпурі вирощують лічі сортів Шахі та Китай 3. Плоди відомі відмінним ароматом і якістю.
У Біхарі виробляють близько 40 % від загального обсягу виробництва лічі в Індії.
Біхар став пивоварним центром, де створюють виробничі підрозділи великі вітчизняні та іноземні фірми. Група Віджая Малльї, United Breweries Group, 2012 року орендувала сади лічі і створила в Музаффарпурі виробничий підрозділ для виробництва вина зі смаком лічі.
Фабрика Прабгат Зарда в Музаффарпурі є одним із провідних виробників тютюну в Індії.

### Браслети Lahti
Також у місті виробляють та продають браслети Lahti. Такі браслети носила під час весілля актриса Боллівуду Айшварія Рай.

## Транспорт

### Залізниці

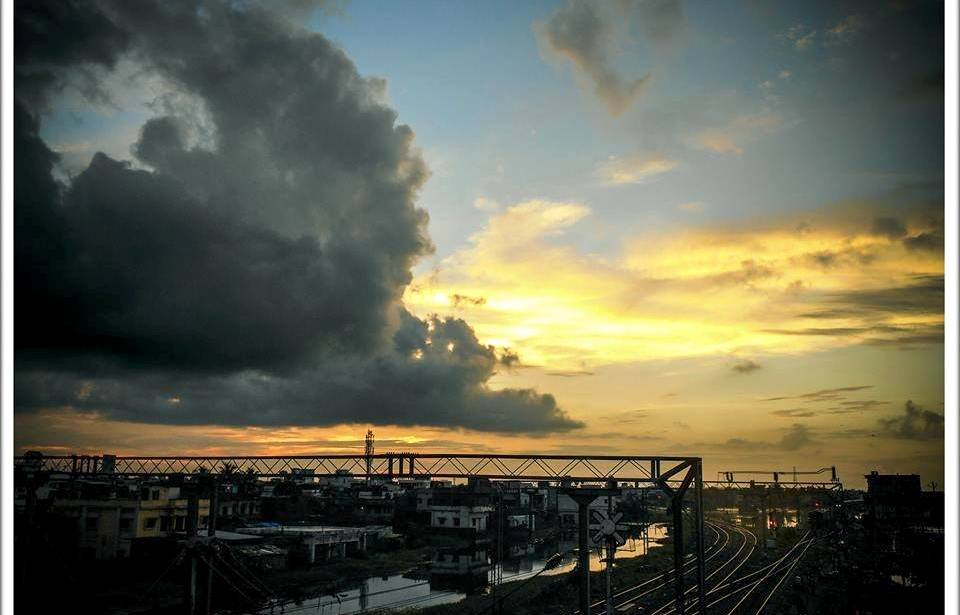
Краєвид станції Музаффарпур Джанкшн на тлі заходу сонця

Залізнична станція Музаффарпур Джанкшн (MFP) — головний залізничний вузол категорії A1 у відділенні Сонпур Східно-Центральної залізниці, має загалом 8 платформ із трьома приміськими станціями: Рам Даялу Нагар, Нараянпур Анант (Шерпур), Капарпура та Джубба Сагні. Більш ніж 136-річний залізничний вузол регулярно відвідують понад 200 поїздів.

### Дороги

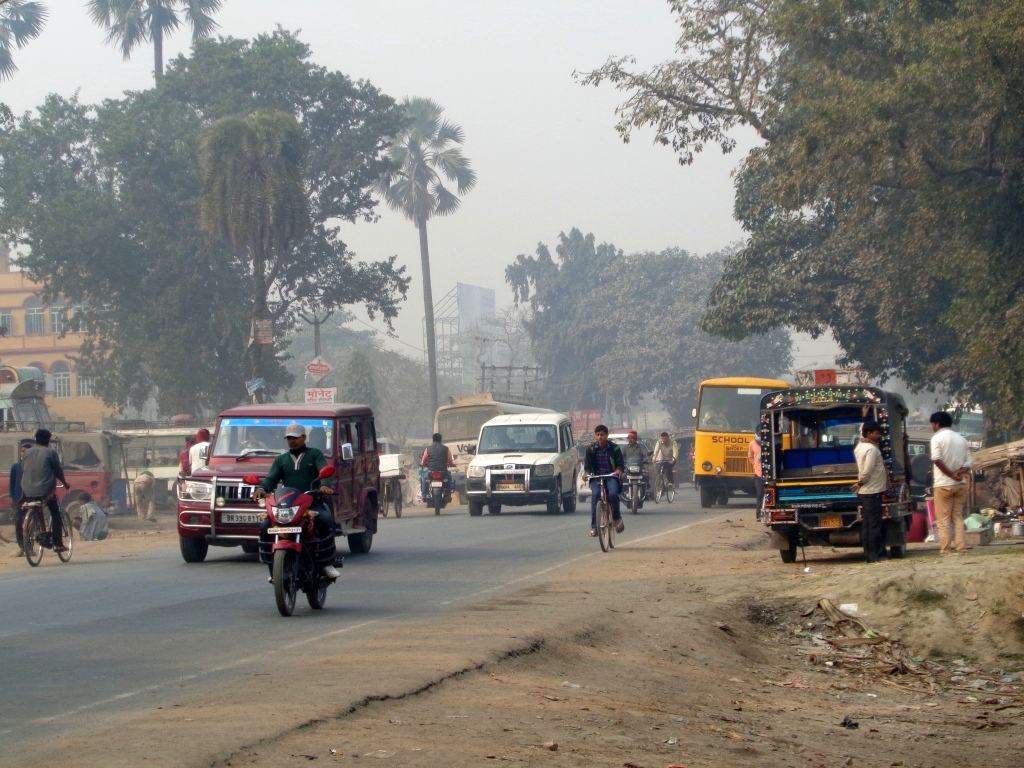
Дорога, що з'єднує New Zero Mile із NH-57

Національне шосе 27 проходить через Горакхпур, Мотігарі, Мегзі та перетинає Музаффарпур, а національне шосе 57 веде до Дарбханги та Пурнії. Коридор Схід-Захід перетинає Музаффарпур, з'єднуючи його з усіма великими містами Індії. Національне шосе 22, яке починається від Хаджіпура, проходить через Музаффарпур і сполучає його із Сітамархі. Національне шосе 28 з'єднує Мегзі та Музаффарпур з Барауні, де перетинаються всі 6 національних шосе.

### Аеропорт
Аеропорт Музаффарпур (IATA: MZU, ICAO: VEMZ) розташований у Патагі (Музаффарпур; поряд із NH 722 Музаффарпур — Чхапра (Рева Гат)). Він діяв від 1967 до 1982 року. Нині в комерційних цілях не використовується.
Аеропорт Дарбханга — найближчий внутрішній аеропорт, приблизно за 64 км від міста. Аеропорт Патна — найближчий міжнародний аеропорт, приблизно за 70 км від міста.

## Освіта

### Університет
- Біхарський університет імені Бабасахіба Бхімрао Амбедкара[en]

### Коледжі
- Коледж Лангата Сінгха[en]
- Коледж RDS Музаффарпур
- Музаффарпурський технологічний інститут[en]
- Коледж Магант Даршан Дас Магіла[en]
- Юридичний коледж SKJ[en]
- Медичний коледж і лікарня Шрі Крішна[en]

### Школи
- Кендрія Відьялая Музаффарпур[en]
- Міжнародна школа GD Mother
- Державна школа DAV, Малігат[22]
- Державна школа DAV, Бахрі[23]
- Старша середня школа Holy Mission, Дігра[24]
- Оксфордська старша середня школа, Рагхунатпур[25]
- Старша середня школа Св. Йосипа[26]
- Міжнародна школа Св. Ксав'єра, Адарш Грам[27]
- Шанті Нікетан Авасія Бал Відьялая, Шантінагар, Ахіяпур[28]

## Відомі люди

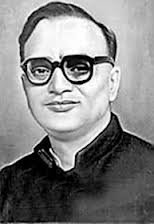
Рамбрікш Беніпурі, борець за свободу, лідер соціалістів, редактор та письменник мовою гінді

- Магфур Ахмад Аджазі[en], політичний діяч і борець за свободу
- Рамбрікш Беніпурі[en], діяч руху за свободу Індії, видатний письменник мовою гінді
- Судгір Кумар Чаудгарі[en], фанат індійської збірної з крикету
- Мухаммед Шафі Дауді[en], борець за свободу Індії, вчений. У нього зупинявся Магатма Ганді, коли відвідав Мотігарі[en] та почав Сатьяграху
- Віна Деві[en], індійська політикиня, депутатка Лок Сабхи 17-го скликання
- Девакі Нандан Хатрі[en], автор Чандраканти[en] (мовою гінді)
- Арунаб Кумар[en], засновник і колишній генеральний директор TVF
- Шахбаз Надім[en], індійський гравець у крикет
- Шрея Нараян[en], актриса Боллівуду
- Айшварія Нігам[en], боллівудський співак
- Джай Нарайн Прасад Нішад[en], індійський політик, член парламенту.
- Аджай Нішад[en], індійський політик, член Лок Сабхи 17-го скликання
- Раґгунат Панді[en], відомий підприємець, який заснував у Музаффарпурі медичний коледж і лікарню Шрі Крішна (SKMCH)
- Раджендра Прасад, перший президент Індії, працював професором англійської мови в коледжі Лангата Сінгха[en]
- Прабгат Ранджан[en], соціальний підприємець, педагог
- Джубба Сахні[en], борець за свободу Індії
- Раджні Ранджан Саху[en], член Радж'я Сабхи (1984—1996 роки)
- Суніл Саху[en], викладач у США
- Удай Шанкар[en], керівник ЗМІ та колишній журналіст, президент FICCI[en], The Walt Disney Company Asia Pacific[en] і голова Star India[en] та The Walt Disney Company India[en]
- Джанкі Баллабх Шастрі[en], гінді-поет, письменник і критик
- Байкунта Шукла[en], революціонер, 1934 року повішений англійцями
- Йогендра Шукла[en], революціонер, активіст індійського руху за свободу, відбував термін у Калапані[en]
- Басавон Сінгх[en], революціонер, активіст руху за свободу Індії
- Чандешвар Прасад Нараян Сінгх[en], дипломат і борець за свободу
- Дінеш Прасад Сінгх[en], індійський політик
- Кішорі Сінха[en], індійська політикиня і педагогиня
- Маніш Сінгх[en], індійський підприємець, засновник і генеральний директор ZZED Media
- Мрідула Сінха[en], колишня губернаторка Гоа (2014—2019 роками)
- Річа Соні[en], телеактриса
- Бапі-Тутул[en], дует співаків і авторів пісень на хінді у складі Бапі та його молодшого брата Тутула

## Релігійні пам'ятки
- Баба Гаріб Стан Мандір[en]
- Дата Камбал Шах
- Ma Chhinnamastika Devi Mandir
- Храм Шрі Радж Раджешварі Деві
- Собор Святого Франциска Ассізького
- Ґурдвара